# Libera, dragostea mea
Libera, dragostea mea (titlul original: în italiană Libera, amore mio...) este un film dramatic italian, realizat în 1975 de regizorul Mauro Bolognini, după un subiect de Luciano Vincenzoni, protagoniști fiind actorii Claudia Cardinale, Bruno Cirino, Adolfo Celi și Philippe Leroy.

## Rezumat
Roma anii 1930. Libera, fiica unui anarhist exilat pe insula sudică Ustica, și-a păstrat ideile și își manifestă ostentativ ura față de fascism. Deși atitudinea ei inițială este mai mult reflectarea unui act de refuz decât a unui activism politic dovedit, Libera este din ce în ce mai amenințată: este, printre altele, acuzată de provocare de către poliție pentru că la tradiționala paradă de 1 mai, ea și cei doi copii ai ei erau îmbrăcați în roșu. În fața ostilității administrației Mussolini, Libera și familia ei au fost nevoite să se stabilească mai întâi la Livorno, apoi la Modena unde s-a alăturat Rezistenței. A doua zi după Eliberare, Libera cade sub gloanțele unui ucigaș izolat, nostalgic după fascism...

## Distribuție
- Claudia Cardinale – Libera Valente
- Bruno Cirino – Matteo Zanoni
- Adolfo Celi – Felice Valente, tatăl Liberei
- Philippe Leroy – Franco Testa
- Luigi Diberti – Ceccarelli
- Rosita Pisano – sora lui Mtteo
- Bekim Fehmiu – Sandro Poggi
- Rosalba Neri – Wanda, soția lui Testa
- Eleonora Morana – profesoara fascistă
- M. Vittoria Virgili – Anna, fiica Liberei
- Elisabetta Virgili – Libera ca tânără femeie
- Luigi Patriarca – Carlo, fiul Liberei ca băiețel
- Marco Lucantoni – Carlo, ca tânăr bărbat